# Blossia scapicornis
Espèce
Synonymes
- Blossiola scapicornis Lawrence, 1972

Blossia scapicornis est une espèce de solifuges de la famille des Daesiidae.

## Distribution
Cette espèce est endémique d'Afrique du Sud. Elle se rencontre vers Nuweras.

## Publication originale
- Lawrence, 1972 : New psammophilous Solifugae, chiefly from desert regions of the Kalahari and South West Africa. Madoqua, sér. 22, vol. 1, p. 97-116.